# Carangoides
Carangoides es un género de pez perteneciente a la familia Carangidae. El género fue descrito científicamente por primera vez en 1851 por el ictiólogo neerlandés Pieter Bleeker.

## Especies
Se han identificado 21 especies:
- Carangoides armatus Forsskål, 1775
- Carangoides bajad Forsskål, 1775
- Carangoides bartholomaei Cuvier, 1833
- Carangoides chrysophrys Cuvier, 1833
- Carangoides ciliarius (Rüppell, 1830)
- Carangoides coeruleopinnatus (Rüppell, 1830)
- Carangoides dinema (Bleeker, 1851)
- Carangoides equula (Temminck y Schlegel, 1844)
- Carangoides ferdau Forsskål, 1775
- Carangoides fulvoguttatus Forsskål, 1775
- Carangoides gymnostethus Cuvier, 1833
- Carangoides hedlandensis (Whitley, 1934)
- Carangoides humerosus (McCulloch, 1915)
- Carangoides malabaricus (Bloch y Schneider, 1801)
- Carangoides oblongus Cuvier, 1833
- Carangoides orthogrammus Jordan y Gilbert, 1882.
- Carangoides otrynter Jordan y Gilbert, 1883
- Carangoides plagiotaenia Bleeker, 1857
- Carangoides praeustus (Anonymous, 1830)
- Carangoides ruber Bloch, 1793
- Carangoides talamparoides Bleeker, 1852